# Ліліан Ласланд
Ліліан Ласланд (фр. Lilian Laslandes, нар. 4 вересня 1971, Пояк) — французький футболіст, що грав на позиції нападника, зокрема за «Бордо» і «Осер», а також за національну збірну Франції.  
По завершенні ігрової кар'єри — тренер.
Дворазовий чемпіон Франції. Дворазовий володар Кубка Франції. 

## Клубна кар'єра
У дорослому футболі дебютував 1991 року виступами за «Сен-Серен», в якому провів один сезон, взявши участь у 33 матчах чемпіонату. 
Своєю грою за цю команду привернув увагу представників тренерського штабу «Осера», до складу якого приєднався 1992 року. Відіграв за команду з Осера наступні п'ять сезонів своєї ігрової кар'єри. Більшість часу, проведеного у складі «Осера», був основним гравцем атакувальної ланки команди і одним із її головних бомбардирів, маючи середню результативність на рівні 0,38 гола за гру першості. 1996 року виборював титул чемпіона Франції.
1997 року перейшов до «Бордо», у складі якого за результатами сезону 1998/99 удруге став чемпіоном країни.
2001 року уклав контракт з англійським «Сандерлендом», де гравцем основного складу, утім, не став. Натомість на правах оренди грав за німецький «Кельн» та «Бастію».
Згодом з 2003 по 2007 рік грав за «Ніццу» та «Бордо», після чого повернувся до «Ніцци», у складі якої провів свій заключний сезону 2007/08 на професійному рівні.

## Виступи за збірну
1997 року дебютував в офіційних матчах у складі національної збірної Франції.
Загалом протягом трирічної кар'єри в національній команді провів у її формі 7 матчів, забивши 3 голи.

## Кар'єра тренера
Розпочав тренерську кар'єру невдовзі по завершенні кар'єри гравця, 2011 року, увійшовши до тренерського штабу клубу «Бордо», де пропрацював технічним асистентом з 2011 по 2013 рік.
2024 року став помічником головного тренера «Бастії».

## Титули і досягнення
- Чемпіон Франції (2):

«Осер»: 1995-1996
«Бордо»: 1998-1999
- Володар Кубка Франції (2):

«Осер»: 1993-1994, 1995-1996